# Mellicta inanis
Mellicta inanis är en fjärilsart som beskrevs av Ruggero Verity 1921. Mellicta inanis ingår i släktet Mellicta och familjen praktfjärilar. Inga underarter finns listade i Catalogue of Life.